# Haltérophilie aux Jeux olympiques d'été de 2024 - Moins de 61 kg hommes
Navigation
Tokyo 2020 Los Angeles 2028
L'épreuve des moins de 61 kg hommes  en haltérophilie aux Jeux olympiques d'été de 2024 a lieu le 7 août au Paris Expo Porte de Versailles.

## Records
Avant cette compétition, les records dans cette discipline étaient les suivants : 
| Record du monde  | Arraché     | Li Fabin (CHN)       | 146 kg | Phuket, Thaïlande  | 2 avril 2024      |
| Record du monde  | Épaulé-jeté | Hampton Morris (USA) | 176 kg | Phuket, Thaïlande  | 2 avril 2024      |
| Record du monde  | Total       | Li Fabin (CHN)       | 318 kg | Pattaya, Thaïlande | 19 septembre 2019 |
|                  |             |                      |        |                    |                   |
| Record olympique | Épaulé-jeté | Li Fabin (CHN)       | 172 kg | Tokyo, Japon       | 25 juillet 2021   |
| Record olympique | Total       | Li Fabin (CHN)       | 313 kg | Tokyo, Japon       | 25 juillet 2021   |

## Médaillés
| Or             | Argent                    | Bronze               |
| Li Fabin (CHN) | Theerapong Silachai (THA) | Hampton Morris (USA) |

## Résultats détaillés
| Rang                                | Athlète                 | Nation                    | Poids (kg) | Arraché (kg) | Arraché (kg) | Arraché (kg) | Arraché (kg) | Épaulé-jeté (kg) | Épaulé-jeté (kg) | Épaulé-jeté (kg) | Épaulé-jeté (kg) | Total |
| Rang                                | Athlète                 | Nation                    | Poids (kg) | 1            | 2            | 3            | Résultat     | 1                | 2                | 3                | Résultat         | Total |
| ----------------------------------- | ----------------------- | ------------------------- | ---------- | ------------ | ------------ | ------------ | ------------ | ---------------- | ---------------- | ---------------- | ---------------- | ----- |
| Médaille d'or, Jeux olympiques      | Li Fabin                | Chine                     | 61,00      | 137          | 140          | 143          | 143 OR       | 167              | 167              | 172              | 167              | 310   |
| Médaille d'argent, Jeux olympiques  | Theerapong Silachai     | Thaïlande                 | 60,00      | 127          | 130          | 132          | 132          | 167              | 169              | 171              | 171              | 303   |
| Médaille de bronze, Jeux olympiques | Hampton Morris          | États-Unis                | 61,00      | 122          | 125          | 126          | 126          | 168              | 172              | 178              | 172              | 298   |
| 4                                   | Mohamad Aniq Bin Kasdan | Malaisie                  | 55,00      | 126          | 130          | 130          | 130          | 167              | 174              | 174              | 167              | 297   |
| 5                                   | Morea Baru              | Papouasie-Nouvelle-Guinée | 61,00      | 118          | 122          | 122          | 118          | 150              | 157              | 161              | 161              | 279   |
| 6                                   | Shota Mishvelidze       | Géorgie                   | 61,00      | 114          | 121          | 128          | 121          | 125              | 135              | 150              | 135              | 256   |
| 7                                   | Kaimauri Erati          | Kiribati                  | 61,00      | 95           | 100          | 100          | 100          | 120              | 120              | 124              | 120              | 220   |
| -                                   | Ivan Petkov Dimov       | Bulgarie                  | 61,00      | 134          | 134          | 135          | -            | -                | -                | -                | -                | -     |
| -                                   | Eko Irawan              | Indonésie                 | 61,00      | 135          | 135          | 139          | 135          | 162              | 162              | 165              | -                | -     |
| -                                   | Sergio Massidda         | Italie                    | 61,00      | 132          | 134          | 134          | -            | -                | -                | -                | -                | -     |
| -                                   | Trịnh Văn Vinh          | Viêt Nam                  | 61,00      | 128          | 128          | 128          | -            | -                | -                | -                | -                | -     |
| -                                   | John Febuar Ceniza      | Philippines               | 61,00      | 125          | 125          | 125          | -            | -                | -                | -                | -                | -     |